# فقیر لشکری
فقیر لشکری روستایی در دهستان ادیمی بخش مرکزی شهرستان نیمروز استان سیستان و بلوچستان ایران است. بر پایه سرشماری عمومی نفوس و مسکن در سال ۱۳۹۰ جمعیت این روستا ۲٬۴۵۹ نفر (در ۶۴۳ خانوار) بوده است.